# Rance (affluent du Tarn)
Pour les articles homonymes, voir Rance.
Ne doit pas être confondu avec la Rance en Bretagne, ni avec la Rance, rivière du Cantal passant notamment à Maurs.
Le Rance est une  rivière du sud de la France qui coule dans les départements de l'Aveyron et du Tarn, de la région Occitanie. C'est un affluent du Tarn en rive gauche, donc un sous-affluent de la Garonne.

## Géographie
De 63,5 km de longueur, le Rance nommé anciennement Alrance prend sa source au sud du Massif central sur les Monts de Lacaune au mont Merdelou, département de l'Aveyron, dans le Parc naturel régional des Grands Causses, et se jette dans le Tarn en rive gauche à Curvalle, localité du département du Tarn. Sa direction générale s'effectue selon un axe allant du sud-est vers le nord-ouest.
Sur une dizaine de kilomètres avant sa confluence avec le Tarn, il fait office de frontière entre le département de l'Aveyron et celui du Tarn

### Communes et cantons traversés
- Aveyron : Murasson, Mounes-Prohencoux, Belmont-sur-Rance, Combret, Saint-Sernin-sur-Rance, Balaguier-sur-Rance, Plaisance
- Tarn :  Curvalle

## Principaux affluents
- le Liamou 16,2 km
- le Toudoure 13,6 km
- le Gos 17 km
- le Mousse 13,4 km
- le Merdanson 9,2 km
- le Ruisseau d'Avène 10,9 km[3]
- Ruisseau de Thérondel 7,5 km
- le Vernobre 8,6 km

## Hydrologie
Comme la plupart des autres cours d'eau du bassin du Tarn, le Rance est une rivière assez abondante. 

### Le Rance à Curvalle
Son débit a été observé sur une période de 33 ans (1957-1989), à Curvalle, localité située au niveau de son confluent avec le Tarn. Le bassin versant de la rivière y est de 390 km2 soit sa quasi-totalité.
Le module de la rivière à Curvalle est de 5,14 m3/s.
Le Rance présente des fluctuations saisonnières de débit très importantes, avec une période de hautes eaux d'hiver-printemps portant le débit mensuel moyen à des niveaux situés entre 8,3 et 11,5 m3/s, de décembre à avril inclus (avec un maximum en février). Au mois de mai le débit chute fortement et cette baisse s'accentue en juin (successivement 8,3 puis 5,21 et 2,06 m3/s d'avril à juin) ce qui mène rapidement à la période des basses eaux qui se déroule de juillet à septembre, avec une baisse du débit moyen mensuel allant jusqu'à 0,383 m3/s au mois d'août, ce qui est déjà fort maigre pour un cours d'eau de cette taille. Cependant les fluctuations de débit peuvent être plus importantes encore d'après les années et sur des périodes plus courtes.

### Étiage ou basses eaux
Ainsi à l'étiage le VCN3 peut chuter jusque 0,049 m3/s, en cas de période quinquennale sèche, soit 49 litres par seconde, ce qui doit être considéré comme très sévère.

### Crues
Les crues peuvent être importantes compte tenu de la taille du bassin versant. Les QIX 2 et QIX 5 valent respectivement 66 et 93 m3/s. Le QIX 10 est de 110 m3/s, le QIX 20 de 130 m3/s, tandis que le QIX 50 se monte à 150 m3/s.
Le débit journalier maximal enregistré était de 159 m3/s le 28 janvier 1995. Si l'on compare cette dernière valeur à l'échelle des QIX de la rivière, il apparaît que cette crue était d'ordre cinquantennal, et donc assez exceptionnelle.

### Lame d'eau et débit spécifique
Au total, le Rance est une rivière assez abondante. La lame d'eau écoulée dans son bassin versant est de 417 millimètres annuellement, ce qui est nettement supérieur à la moyenne française, tous bassins confondus, ainsi qu'à la moyenne du bassin de la Garonne (384 millimètres par an), mais inférieur à la moyenne du bassin du Tarn (478 millimètres par an en fin de parcours à Moissac). Le débit spécifique de la rivière (ou Qsp) atteint 13,2 litres par seconde et par kilomètre carré de bassin.